# تامر تونا (لاعب كرة قدم)
تامر تونا (بالتركية: Tamer Tuna)‏ هو لاعب كرة قدم ومدرب كرة قدم تركي في مركز الوسط، ولد في 1 يوليو 1976 في بلدة خناق في تركيا. شارك مع منتخب تركيا تحت 21 سنة لكرة القدم ومنتخب تركيا لكرة القدم. أما مع النوادي، فقد لعب مع إسطنبول سبور وبورصة سبور ودينيزلي سبور وسامسون سبور وطرابزون سبور وغازي عنتاب سبور وغلطة سراي ونادي أحمد غروزني ونادي بشكتاش.

## وصلات خارجية
- تامر تونا (لاعب كرة قدم) على موقع اتحاد تركيا (لاعب) (الإنجليزية)
- تامر تونا (لاعب كرة قدم) على موقع اتحاد تركيا (مدرب) (الإنجليزية)
- تامر تونا (لاعب كرة قدم) على موقع قاعدة بيانات كرة القدم.إي يو (الإنجليزية)
- تامر تونا (لاعب كرة قدم) على موقع ناشيونال فوتبول تيمز (الإنجليزية)
- تامر تونا (لاعب كرة قدم) على موقع عالم كرة القدم.نت (الإنجليزية)